# Georges Lebiedinsky
Georges Grégoire Lebiedinsky (Жорж Григорий Лебединский né Grigorii Yakovlevitch Lebedinsky Григорий Яковлевич Лебединский), né à Kiev le 20 janvier 1912 et décédé le 20 juillet 1996 à Paris, est un médecin français d'origine juive russe du groupe de chasse Normandie-Niémen qui s'est illustré pendant la Seconde Guerre mondiale. Il s'y est notamment lié d'une forte amitié avec Roland de La Poype, un des pilotes les plus fameux du Normandie-Niémen.

## Seconde Guerre mondiale
Il servit tout d'abord dans l'armée française sur la ligne Mareth en Tunisie en 1939-1940. 
Après la démobilisation, il rejoint Nice puis commence un voyage de quelques mois pour rejoindre Londres. Il ira en Espagne en s'embarquant dans un avion allemand puis au Portugal en train. De là il partira pour Cuba, New York, Halifax pour finalement arriver à Londres. Il est monté successivement à bord de bateaux suédois, américain et britannique. 
Il travaille comme médecin à l'hôpital de Camberley quand il apprend la création de groupe de chasse Normandie. Grâce à sa connaissance du russe, il y est affecté. Alors, commence un autre voyage qui le mène à Rayak au Liban où le groupe est en cours de formation. Pour y arriver, il fera un long détour par Lagos (Nigeria), Yaoundé et Le Caire. 
Il participa à la vie du groupe comme unique médecin du Normandie pendant toute sa campagne et relata surtout l'importance du soutien à des pilotes affaiblis physiquement et psychologiquement par les combats. Il raconta également son rôle d'interprète en État-major pour faciliter les relations entre français et soviétiques. 
Pour son engagement pendant la Seconde Guerre mondiale, il fut décoré à titre individuel de la Légion d'honneur, de la croix de guerre 1939-1945, de la Médaille militaire. Il a aussi reçu des décorations soviétiques comme l'Ordre du Drapeau rouge, l'Ordre de la Guerre patriotique, la Médaille de la Victoire ou encore la Médaille pour la capture de Königsberg. Ces décorations lui furent remises lors d'une cérémonie à Moscou en présence du général de Gaulle et de Staline.
Son personnage dans le film Normandie-Niémen de Jean Dréville est joué par l'acteur Roland Chalosse.

## Carrière professionnelle
Il a ensuite fait carrière dans la médecine en tant que chirurgien et a notamment inventé et breveté un système révolutionnaire de perfusion "flexible" permettant l'injection et le retrait de liquides en plantant une aiguille directement dans la perfusion ("Conteneur souple à paroi en matière perforable par une aiguille creuse ou une canule" ou "flexible container with means for removing or injecting a liquid"). 

## Vie privée
Il est le fils de Jacques Lebiedinsky (né Yakov Lebedinsky le 1er février 1880 à Lublin, Empire russe (actuelle Pologne) et décédé le 14 juin 1880 à Mexico, Mexique), ingénieur dans une compagnie pétrolière et de Rosalie Juditsky (née le 27 décembre 1880 à Elisavetgrad, Empire russe (actuelle Ukraine) et décédée le 4 avril 1962 à Mexico, Mexique). Il s'est marié avec Simone Rossi avec qui il eut trois enfants. Il passa le reste de sa vie à Neuilly-sur-Seine où il est aujourd'hui enterré.
Il comptait notamment parmi ses amis proches Jean Dausset, Prix Nobel de physiologie ou médecine ou encore Roland de La Poype. Il a aussi côtoyé Romain Gary lorsque celui-ci est arrivé en France.